# James Parker Joyce

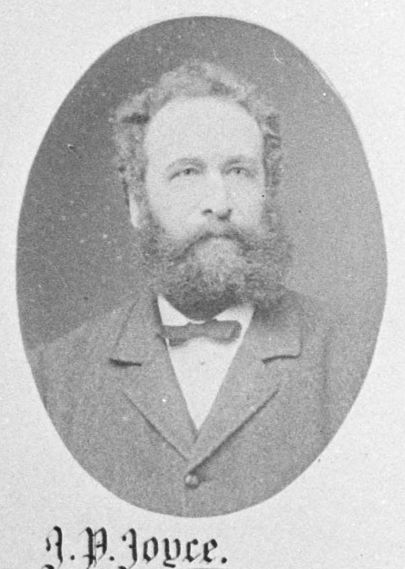
James Parker Joyce, 1882

James Parker Joyce (* 17. März 1834 in Southampton, England; † 16. Januar 1903) war ein neuseeländischer Politiker. Er war parteilos.

## Biografie
Joyce wurde in Southampton (England) geboren. 1958 wanderte er aus den Goldfeldern von Ballarat und Bendigo nach Southland aus. Er war Journalist und Zeitungsredakteur.
Zu den Parlamentswahlen im Jahr 1875 wurde er Repräsentant des Wahlkreises Wallace, bis er bei der Wahl 1879 unterlegen war. Danach vertrat er den Wahlkreis Awarua von 1881 an bis zu seinem Rücktritt im Jahre 1887.